# Dániel Bánffy

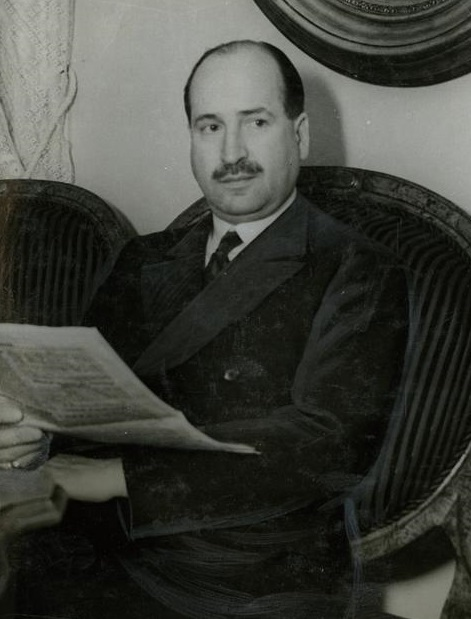
Dániel Bánffy, 1940

Dániel Baron Bánffy von Losoncz (* 18. September 1893 in Nagyenyed, Königreich Ungarn, heute Rumänien; † 7. April 1955 in Budapest) war ein ungarischer Politiker und Ackerbauminister (1940–1944).

## Leben
Bánffy entstammte einem ungarischen Adelsgeschlecht aus Siebenbürgen und war Enkelkind des ehemaligen Ministerpräsidenten Dezső Bánffy. Nach Beendigung der Schule bewirtschaftete er von 1917 bis 1940 seine Güter in Siebenbürgen. Nachdem im Zweiten Wiener Schiedsspruch (1940) Nordsiebenbürgen, das seit 1920 zu Rumänien gehörte, erneut zu Ungarn fällt, wird Bánffy von 1940 bis 1944 als Mitglied der Siebenbürgischen Partei (ung. Erdélyi Párt) Mitglied des ungarischen Parlaments. Von 30. Dezember 1940 bis 22. März 1944 ist Bánffy Ackerbauminister in verschiedenen Kabinetten.